# ФК Шанхай Шънхуа
ФК „Шанхай Шънхуа“ (на китайски: 上海申花; на английски: Shanghai Shenhua F.C.) е футболен клуб в Шанхай Китай.
Клубът е основан на 10 декември 1993 г. Първоначално е спонсориран от местна компания, наречена „Шънхуа“. На 12 декември 2011 г. клубът закупува известния френски нападател Никола Анелка от „ФК Челси“. На 18 декември 2011 г. старши треньор на клуба става Жан Тигана, който на 26 април 2012 г. подава оставка. На 30 май 2012 г. за старши треньор на клуба е назначен Серхио Батиста.

## Известни футболисти
- Демба Ба
- Дидие Дрогба
- Рубен Соса
- Деян Петкович
- Карстен Янкер
- Никола Анелка
- Жуниор Байано
- Александър Родич
- Нешко Милованович
- Карлос Тевес

## Български футболисти
- Димитър Васев: 1997 - (2 мача - 0 гола)
- Валентин Станчев: 1997-пролет - (16 мача - 0 гола)
- Янко Вълканов: 2009 - (27 мача - 5 гола)

## Известни треньори
- Йордан Стойков (1997)
- Себастиано Лазарони (1999)
- Люпко Петрович (2000)
- Мирослав Блажевич (2009–2011)
- Жан Тигана (2012)
- Серхио Батиста (2012-?)